# Хрип (Сату Маре)
Хрип (рум. Hrip) насеље је у Румунији у округу Сату Маре у општини Паулешти. Oпштина се налази на надморској висини од 125 m.

## Становништво
Према подацима из 2002. године у насељу је живело 651 становника.

### Попис2002.
| Расподела становништва по националности 2002.‍ | Расподела становништва по националности 2002.‍ | Расподела становништва по националности 2002.‍ | Расподела становништва по националности 2002.‍ | Расподела становништва по националности 2002.‍ |
| --------------------------------------------- | --------------------------------------------- | --------------------------------------------- | --------------------------------------------- | --------------------------------------------- |
|                                               |                                               |                                               |                                               |                                               |
| Румуни                                        | Румуни                                        |                                               | 277                                           | 42,6%                                         |
| Мађари                                        | Мађари                                        |                                               | 243                                           | 37,4%                                         |
| Роми                                          | Роми                                          |                                               | 130                                           | 20,0%                                         |